# European Dental Association
Die European Dental Association (EDA) wurde 1999 als Dachverband für Fortbildungsorganisationen und -institutionen gegründet. EDA ist gemeinnützig und bietet die Möglichkeit eines Zusammenschlusses aller Gruppen und Institutionen, die in der dentalen Weiterbildung engagiert sind, sowie Einzelmitgliedschaften für Zahnärzte und Zahntechniker, die sich in einem oder mehrere Fachbereiche spezialisieren wollen oder spezialisiert haben.
Die EDA vergibt Richtlinien für die Spezialisierung in einzelnen diesen Fachgebieten, deren Grundlage der Nachweis einer entsprechenden Anzahl von Fortbildungsstunden in Theorie und Praxis ist und die mit einer praktischen und theoretischen Prüfung abgeschlossen wird. Die Spezialisierung ist also rein Kenntnis- und Fähigkeitsgestützt d. h. ergebnisorientiert, nicht aber an einzelne Institution wie Kammern oder eine Universität gebunden.
Jedes Mitglied kann die Kurse auswählen, die am besten sein Wissen und Können vervollständigen können. Diese Sachorientierung  soll es dem bereits niedergelassenen Kollegen ermöglichen, seine Fortbildungstätigkeit ungebunden und auf hohem Niveau auch unter Einschluss der internationalen Entwicklungen fortzuführen, ohne wirtschaftliche Nachteile durch ausgefallene Praxiszeiten befürchten zu müssen.